# 현대 N 비전 74
현대 N 비전 74는 현대자동차 고성능 N브랜드의 수소전기 하이브리드 롤링랩(Rolling Lab, 움직이는 연구소) 콘셉트카이다.

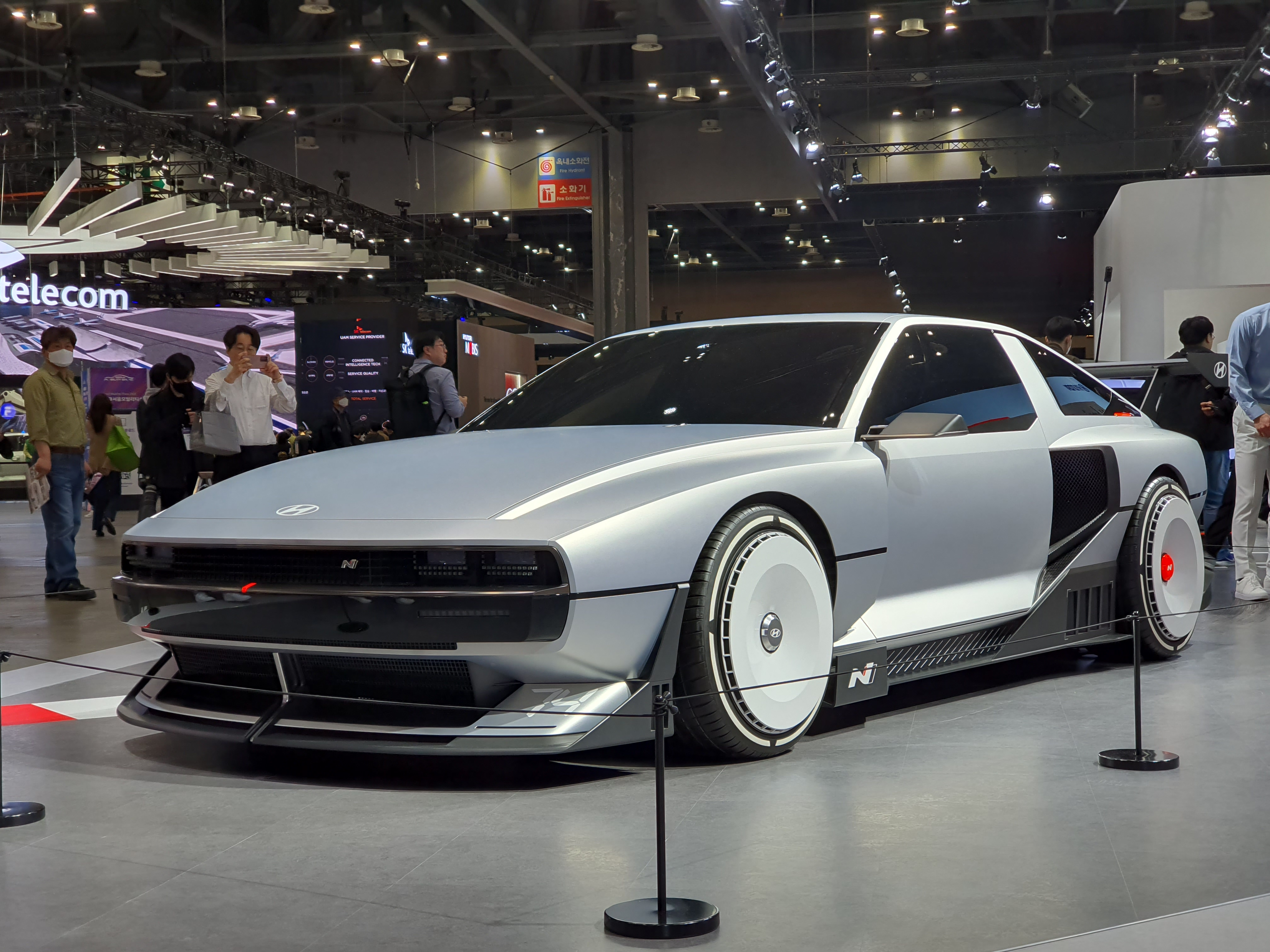
현대 N 비전 74 정측면

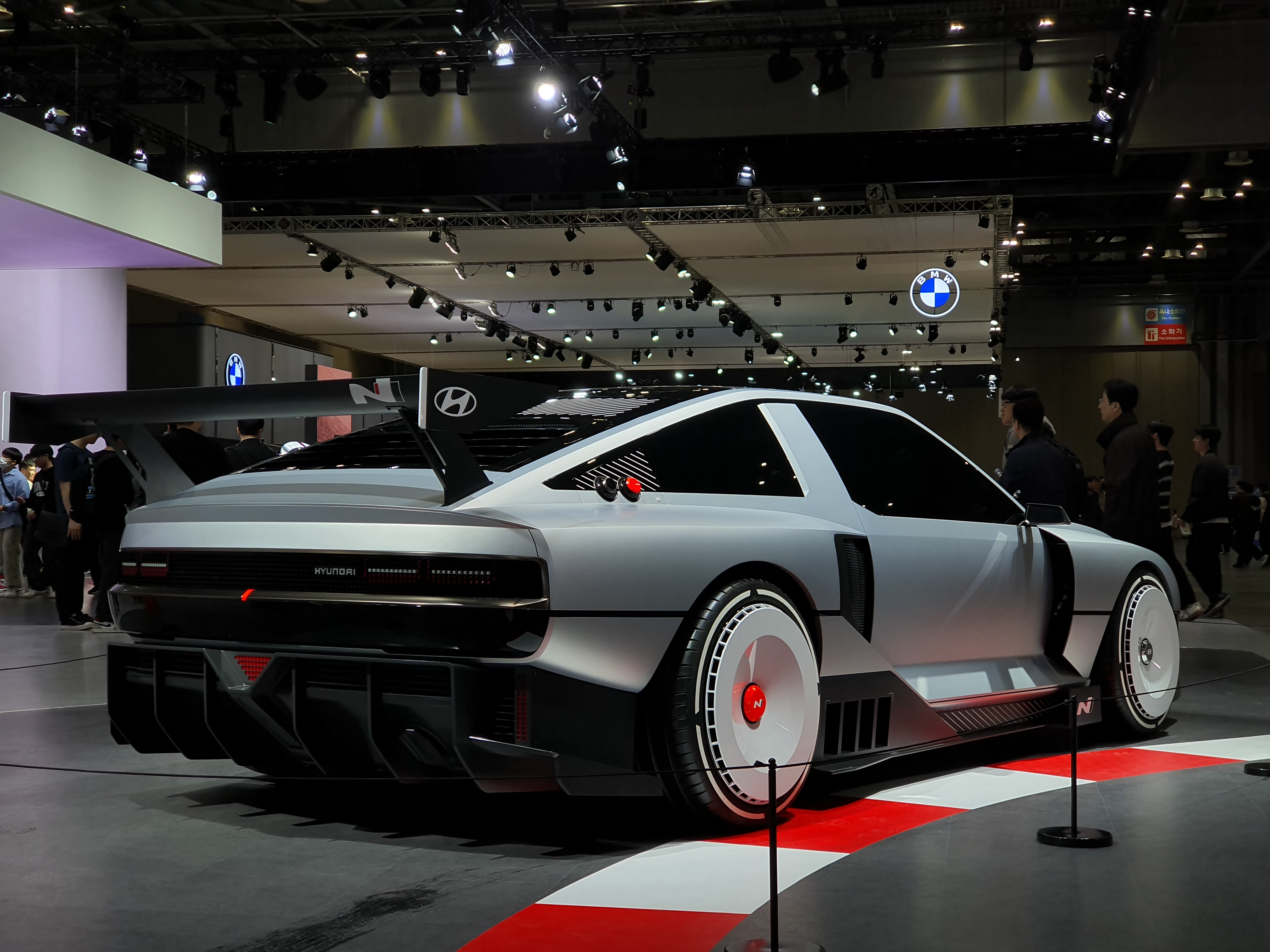
현대 N 비전 74 후측면

## 상세
2022년 7월 15일, 현대 N Day 영상을 통해 최초 공개됐다. 배터리 모터와 수소연료전지를 결합한 하이브리드 시스템으로 개발되었으며 차량 전면에는 85kW급 수소연료전지 스택이, 후면에는 구동 모터와 2개의 2.1kg 수소탱크가 탑재된다. 구동용 배터리는 차체 정중앙에 T자형으로 배치된다.
85kW 용량의 수소연료전지와 62.4kWh 용량의 구동용 배터리로부터 동력을 얻어 500kW(약 680마력), 900Nm의 최고 출력과 최대토크를 가진다. RM20e를 통해 개발된 트윈 모터 토크 벡터링 컨트롤 시스템을 탑재해 드리프트가 가능하다.
5분 내로 신속한 충전이 가능한 현대차그룹의 연료전지 기술과 800V 배터리 초고속 충전 기술이 적용됐다.
제로백 4초 이하, 최고 속도 250km/h, 주행 거리 600km 이상으로 발표됐다.

## 디자인
현대차가 1974년 이탈리아 토리노 모터쇼에서 처음 선보였던 '포니 쿠페 콘셉트'를 미래형으로 새롭게 재해석한 것이 특징이다.
포니 쿠페 콘셉트의 측면 실루엣, B필러 디자인이 재현됐으며 직사각형 모양 헤드램프 및 리어램프는 현대차의 디자인 정체성인 파라메트릭 픽셀 디자인으로 재탄생했다. 여기에 측면 흡기구, 리어 윙, 펜더 등 모터스포츠에서 영감을 받은 디테일과 공기역학 성능을 강화해줄 프런트 스플리터, 리어 디퓨저 등이 더해졌다.

## 같이 보기
현대자동차
현대 N
현대 포니

## 비디오 게임에서의 등장
- 3D운전교실